# Rachel Hunter
Rachel Hunter (ur. 9 września 1969 w Auckland) – nowozelandzka modelka.

## Życiorys
Urodziła się w Auckland. W 1986, mając lat 17 rozpoczęła pracę jako modelka w rodzinnej Nowej Zelandii. Przez pierwsze dwa lata pracy uczestniczyła w pokazach mody w nowozelandzkim Wellington i australijskim Sydney.
W 1989 przeniosła się do Nowego Jorku i podpisała kontrakt z agencją Ford. Zaczęła pojawiać się na okładkach magazynów mody: „Vogue”, „Harper’s Bazaar”, „Cosmopolitan” i „Elle”. Następnym krokiem w karierze było podpisanie kontraktu z firmą kosmetyczną Cover Girl.
Rachel reklamowała kosmetyki będąc zarazem rzecznikiem prasowym firmy. Na przełomie lat 80. i 90 udało jej się podpisać kontrakty z agencjami w Londynie, Paryżu i Mediolanie. Międzynarodową  karierę zakończyła po piętnastu latach, w 2004. Pojawiła się w bikini w teledysku zespołu Fountains of Wayne „Stacy's Mom” (2003). W kwietniu 2004 była na okładce magazynu „Playboy”. W komedii Dennisa Dugana Grzanie ławy (The Benchwarmers, 2006) z Robem Schneiderem i Davidem Spade wystąpiła w roli seksownej matki.
16 września 2005 w Nowym Jorku wraz z Nicole Richie, Beyoncé, Veronicą Webb, Kelly Osbourne, Angie Everhart, Iriną Pantaewą, Marisą Miller, Wyclefem Jeanem, Naomi Campbell i Janice Dickinson, wzięła udział w pokazie „Fashion for Relief”, dla AmeriCares dla wsparcia ofiar huraganu Katrina. Wśród znanych osobistości byli Gwen Stefani i Gavin Rossdale.

## Życie prywatne
15 grudnia 1990 wyszła za piosenkarza Sir Roda Stewarta, z którym ma córkę Renee (ur. 1 czerwca 1992) i syna Liama (ur. 5 września 1994). W 1999 doszło do ich separacji, a 2 listopada 2006 – do rozwodu. W 2004 romansowała z kanadyjskim hokeistą Seanem Avery, była także związana z piosenkarzem Robbiem Williamsem.